# Thorn de Vries
Thorn Roos de Vries (Blaricum, 26 juli 1995), alias Thorn Vineyard, is een Nederlandse acteur, dragking en activist. Die is voornamelijk bekend geworden als Lesley Huf in de televisieserie SpangaS: De Campus en als Lou in de film ANNE+. De Vries, die zelf non-binair is, speelde het eerste non-binaire personage in een Nederlandse serie.

## Biografie
De Vries groeide op in Hoevelaken en ging in Amersfoort naar het Stedelijk Gymnasium Johan van Oldenbarnevelt (2007-2013). Op zeventienjarige leeftijd verhuisde De Vries naar Amsterdam, waar die in 2016 de in 2013 gestarte bachelor Media & Cultuur afrondde aan de Universiteit van Amsterdam. De Vries woonde samen en was verloofd met Mandy Woelkens, de hoofdredacteur van LINDA.meiden. Rond de jaarwisseling van 2021/2022 zijn ze ouders van hun eerste kind geworden. Daarna volgde een scheiding en co-ouderschap.
De naam en het dragking-alter-ego 'Thorn' ontstonden in de ballroom-gemeenschap. Ballroom mother Amber Vineyard gaf De Vries deze naam om te benadrukken dat de doornen ook onderdeel van de roos zijn. Het bood die een handvat om diens masculiniteit te verkennen.
De Vries kwam op 21-jarige leeftijd tot het besef non-binair te zijn en die wordt bij voorkeur aangeduid met genderneutrale voornaamwoorden zoals 'die' of 'hen'. De Vries beschouwt dat jaar als een 'tweede geboortejaar'.

## Loopbaan
In 2018 was De Vries te zien in het programma Je zal het maar zijn van BNNVARA waarin jonge Nederlanders geportretteerd worden. Naar aanleiding van de (online) reacties die De Vries en Woelkens op hun relatie kregen, begonnen ze in 2019 met de podcast genaamd CoupleGoals. Hierin praten ze met andere (queer) stellen over hun relatie.
In 2020 was De Vries organisator van en performer op Kingsize, een feest georganiseerd in Club NYX in Amsterdam om opkomende dragkings een podium te bieden; die ging door met het organiseren van clubavonden tot minstens 2025. Hetzelfde jaar waren De Vries en Woelkens te zien in het zomerboek van tijdschrift LINDA.meiden. Verder werd De Vries dat jaar bij het bredere publiek bekend met de rol van Lesley Huf in SpangaS: De Campus en vertolkte die daarmee het eerste non-binaire personage in een Nederlandse serie. In 2021 stond De Vries voor het eerst op de cover van een magazine, namelijk op de omslag van het Nederlandse tijdschrift Winq. De Vries werd geïnterviewd over acteren, activisme en non-binair zijn. Daarnaast waren De Vries en Woelkens in 2021 te gast bij de talkshow SPLNTR! van Splinter Chabot, won De Vries de Pride Test van BNNVARA en speelde in 2021 het personage Lou in de film ANNE+.
Op 1 oktober 2021 is het boek FAQ Gender, dat De Vries samen met Woelkens heeft geschreven, gepubliceerd door uitgeverij Blossom Books. In het boek worden door het koppel vaak voorkomende vragen beantwoord over non-binair zijn en genderidentiteit, met als doel om mensen voor te lichten en eventuele twijfel bij hen weg te nemen. Het idee voor dit boek ontstond naar aanleiding van een gesprek met radio-dj Domien Verschuuren, waarin deze hulp vroeg om de non-binaire artiest Sam Smith op de juiste manier aan te kondigen.
De Vries heeft als dragking op podia als Adonis Lowlands (2019) en Mainstage Pride opgetreden en maakt onderdeel uit van House of Vineyard dat is opgericht door Amber Vineyard. Dit is het eerste ballroomhuis in Nederland geïnspireerd door de ballroom scene in New York.
Na de opleiding aan de Universiteit van Amsterdam is De Vries als video-editor aan de slag gegaan bij o.a. Zoomin.TV onder de naam 'The Act of Change (2016-2020). Tevens heeft De Vries vrijwilligerswerk in Zuid-Afrika gedaan bij organisatie AVIVA South Africa. Bij COC Amsterdam geeft De Vries als vrijwilliger voorlichting op middelbare scholen over genderidentiteit.
In 2021-2022 deed De Vries een ronde mee aan het winterseizoen van het televisieprogramma De Slimste Mens. In 2023 was die te zien in het televisieprogramma Ik hou van Holland. Sinds 2023 speelt De Vries de rol van Nico de Leeuw in de politieserie Flikken Maastricht.

## Activisme
De Vries is activist voor de lhbt-gemeenschap en was in februari 2019 onderdeel van de campagne Hold the night tight. Deze campagne maakt zich sterk voor het behouden van het diverse en unieke nachtleven in Amsterdam.
Daarnaast maakt De Vries vanaf oktober van het hetzelfde jaar samen met onder anderen Woelkens onderdeel uit van de expositie What A Genderful World in het Tropenmuseum Amsterdam, waarin uitingen van genderidentiteit en de geschiedenis hiervan worden getoond.
Om voor transgender en/of non-binaire mensen een veilige manier te creëren om te sporten heeft De Vries in 2020 in samenwerking met de Vondelgym in Amsterdam 'Genderfree Gym'-sessies opgezet. Daarnaast werkte De Vries mee aan de campagne Kom Op Amsterdam. Hiermee riep de Gemeente Amsterdam op tot gezamenlijk verzet tegen alle vormen van discriminatie.
In september 2021 gaf De Vries voor TEDxAUCollege een TED-presentatie met de titel Breaking the Binary. Hierin bekritiseert die het gebrek aan vertegenwoordiging van non-binaire personen in de media.
Daarbij is De Vries voorvechter van het recht om in het paspoort bij 'geslacht' een 'X' te verkrijgen. Hier is nog geen mogelijkheid voor zonder een rechtszaak tegen de staat aan te spannen. In januari 2023 kreeg De Vries een paspoort met een 'X' er in, dat in juli 2022 was aangevraagd.
Naast het geven van voorlichtingen op middelbare scholen voorziet De Vries ook workshops voor jongeren gericht op drag zodat ze meer zelfvertrouwen kunnen verkrijgen. In 2024 was De Vries te zien in Onopgelost op Videoland en rondde de korte film Kutyuppen af. In 2025 verscheen diens eerste boek Schillen, in Het Parool van februari 2025 omschreven omschreven als "een verzameling korte verhalen, gedichten en zelfgemaakte illustraties over identiteit en hoe je je zelf aan de wereld laat zien".

## Prijzen en nominaties
- In april 2019 werd De Vries genomineerd als 'new upcoming talent 2019' bij het Dragbal Superball Amsterdam.[17]
- Op 7 december 2021 kende COC Nederland bij het 75-jarig jubileum een Bob Angelo Sterren van de Toekomst-trofee aan De Vries toe.[18][19]

### Bestseller 60
| Boeken met noteringen in de Nederlandse Bestseller 60 | Jaar van verschijnen | Datum van binnenkomst | Hoogste positie | Aantal weken | Opmerkingen |
| ----------------------------------------------------- | -------------------- | --------------------- | --------------- | ------------ | ----------- |
| Schillen                                              | 2025                 | 05-03-2025            | 26              | 1            |             |